# Budapest-Kelenföld (nádraží)
Budapest-Kelenföld je železniční stanice v Budapešti. Stanice byla otevřena v roce 1861, kdy byla zprovozněna Jižní dráha mezi Budapeští a Nagykanizsou.

## Historie
Stanice byla otevřena roku 1861, kdy byla zprovozněna trať Budapešť – Nagykanizsa. Tehdy stanice dostala název Újbuda. V roce 1878 byl ještě zprovozněn Jižní železniční most s tratí směr Ferencváros a Budapest-Józsefváros (později byla postavena trať směr Budapest-Keleti pu.) Již od začátku patřila stanice i tratě firmě MÁV. Stanice byla rozšířena roku 1882, kdy byla zprovozněna první část tratě mezi Budapeští a Pécsem. Ještě další rozšíření přišlo v roce 1884, kdy byla zprovozněna současná trať směr Vídeň.
Po první světové válce začal velký rozvoj nádraží. Plánovalo se zde postavit 2 ostrovní nástupiště a několik velkých skladů.
V roce 1978 začala další velká oprava nádraží. Kromě rozšíření celkové kapacity nádraží byla v roce 1983 zelektrifikována trať z Budapest-Déli pu. do stanice Pusztaszabolcs. Ten stejný rok se ještě postavily další 3 nástupiště. V roce 1986 byl dokončen podchod, který spojuje Náměstí Etele a městskou část Őrmező. Ještě v roce 1987 byla zelektrifikována trať na Székesfehérvár.
V roce 2007 stanice oslavila 125 let své existence. Na její počest byla stanice uznána jako památka. O dva roky později dostala stanice název Kelenföld.
V roce 2014 byla zprovozněna linka M4 budapešťského metra, která končí přímo pod nástupištěmi nádraží. Konečná stanice metra dostala název Kelenföld vasútállomás.

## Provozní informace
Stanice má celkem 4 nástupiště (3 směr Déli pu. a 1 směr Keleti pu.) a 8 nástupních hran. Ve stanici je možnost zakoupení si jízdenky a je elektrifikovaná střídavým proudem 25 kV, 50 Hz. Stanice je bezbariérově přístupná.

## Doprava
Stanice je čtvrtou nejdůležitější stanicí v Budapešti (hned po Keleti pu., Nyugati pu. a Déli pu.). Zastavuje zde spousta mezinárodních vlaků EuroCity a railjet. Dále zde zastavuje spousta vnitrostátních rychlíků, vlaků InterCity a několik osobních vlaků. Končí zde linka M4 budapešťského metra a tramvajové linky 1, 19 a 49. Končí nebo zastavuje zde několik autobusových linek, z toho 3 noční.

## Tratě
Stanicí prochází tyto tratě:
- Železniční trať Budapešť – Hegyeshalom – Rajka (MÁV 1)
- Železniční trať Budapešť – Székesfehérvár (MÁV 30a)
- Železniční trať Budapešť – Pusztaszabolcs (MÁV 40a)

## Galerie

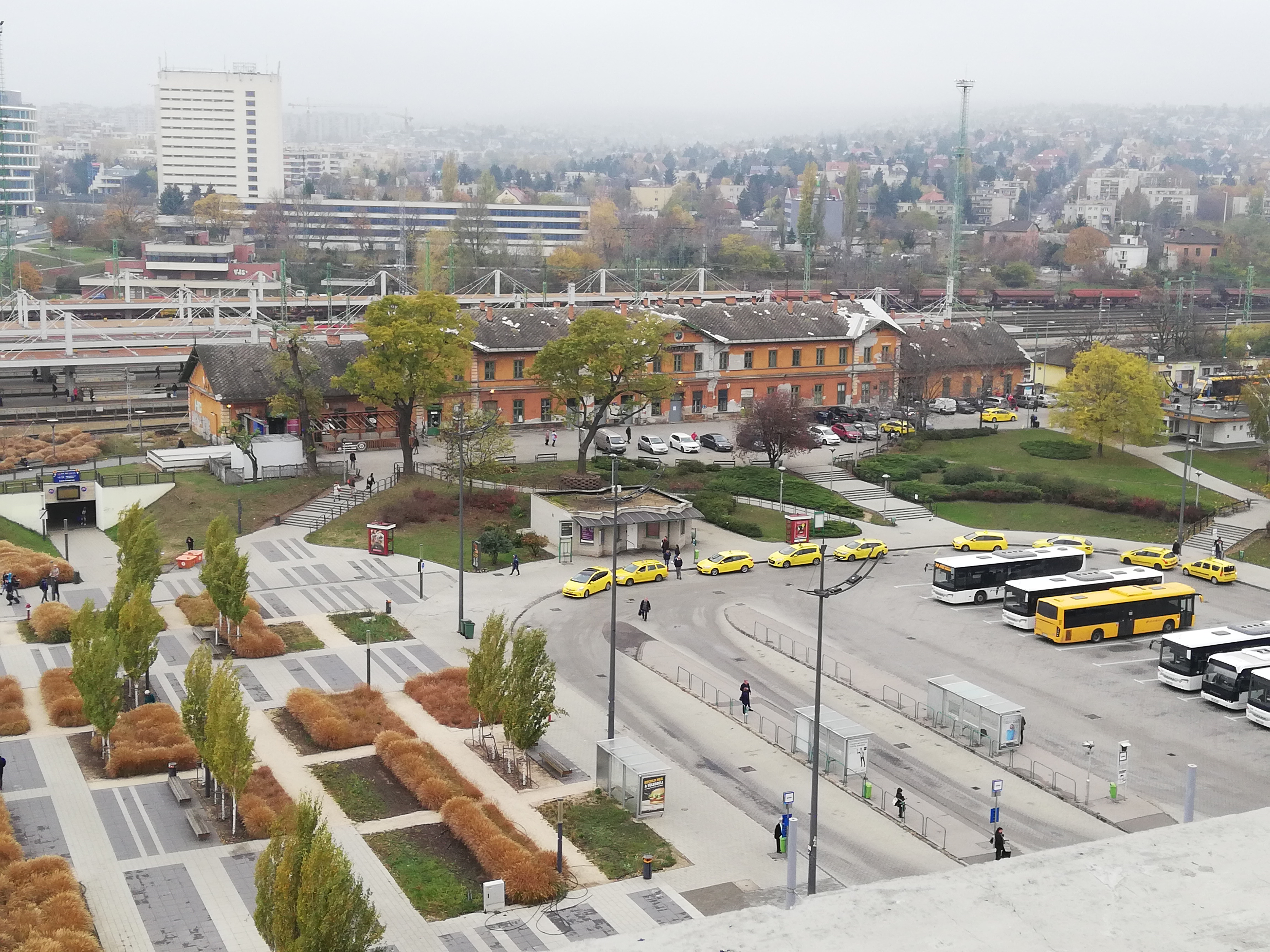
Zdejší dopravní terminál.
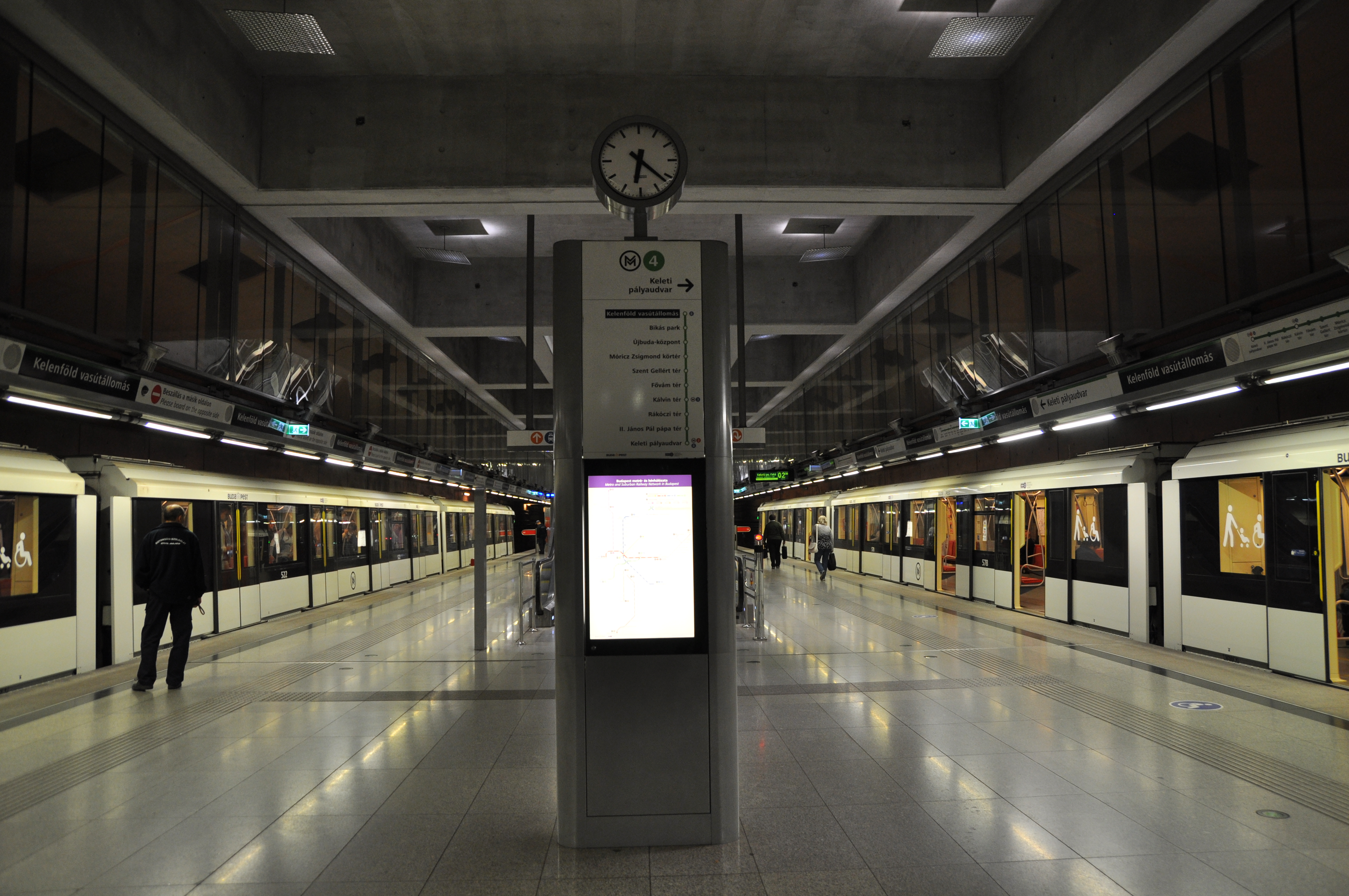
Konečná stanice linky M4, Kelenföld vasútállomás.
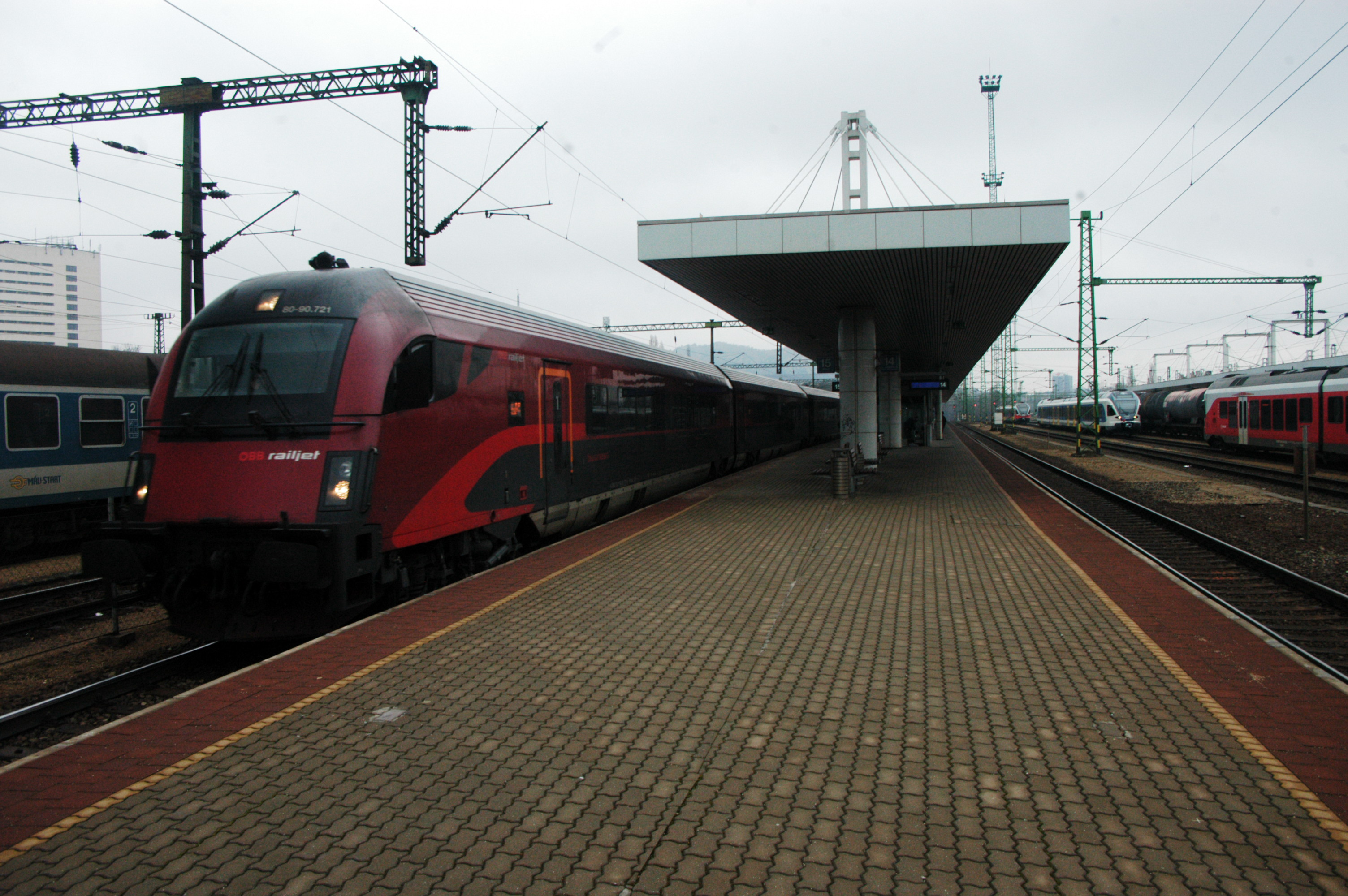
Vlak Railjet ve stanici.
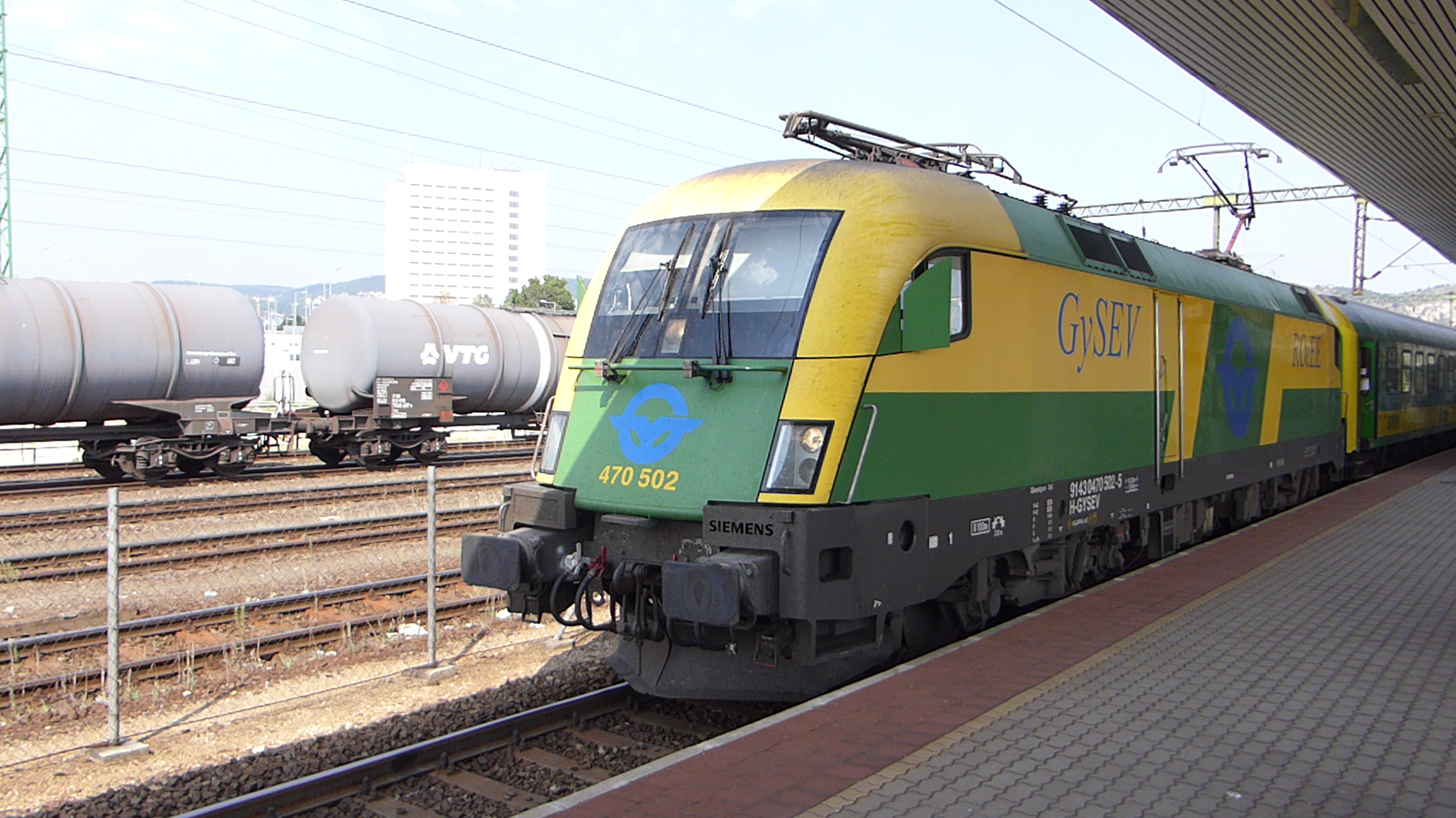
Lokomotiva Taurus firmy GySEV ve stanici.
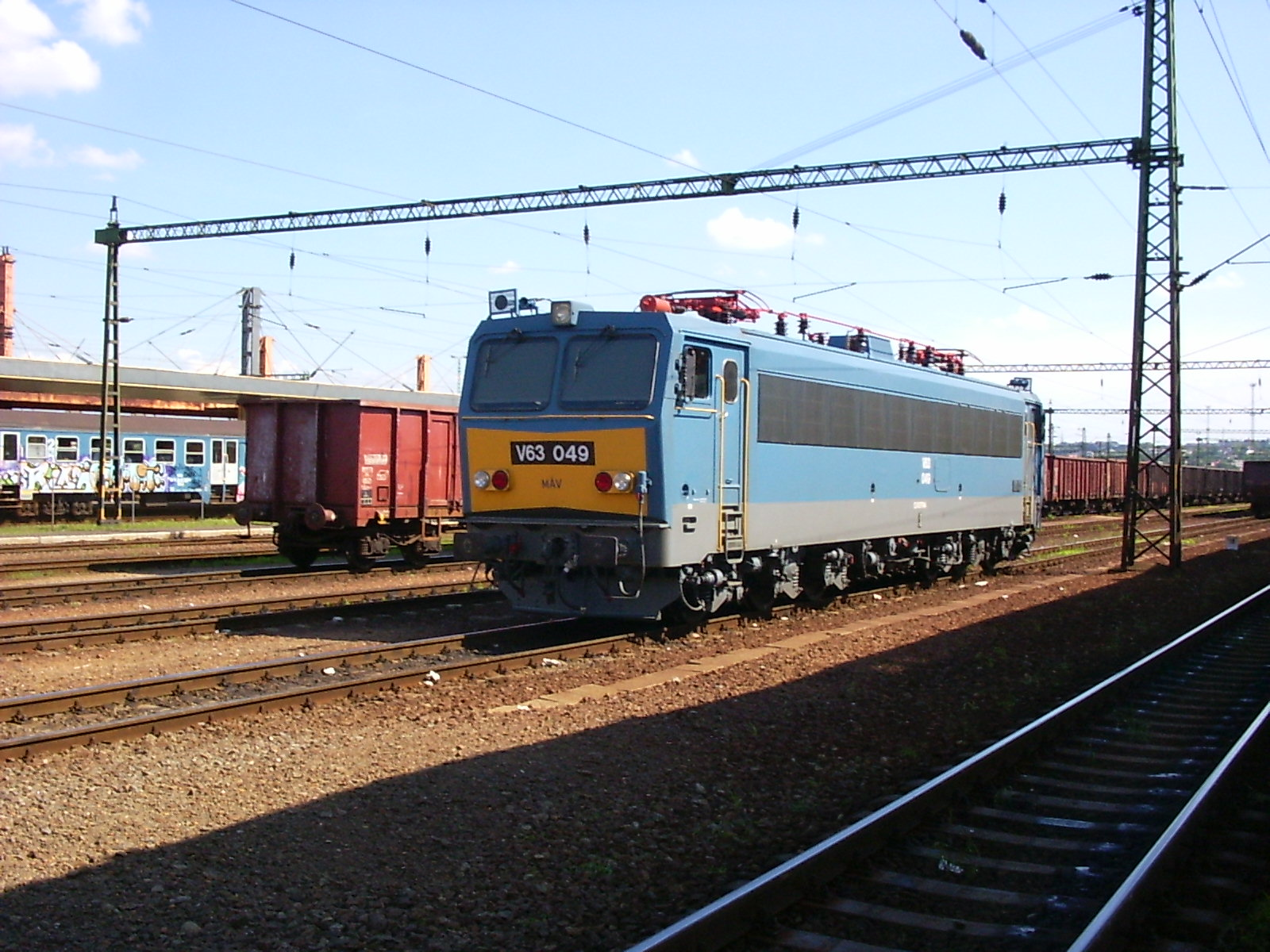
Odstavená lokomotiva V63 ve stanici.